# Maria-Stuart-Statue

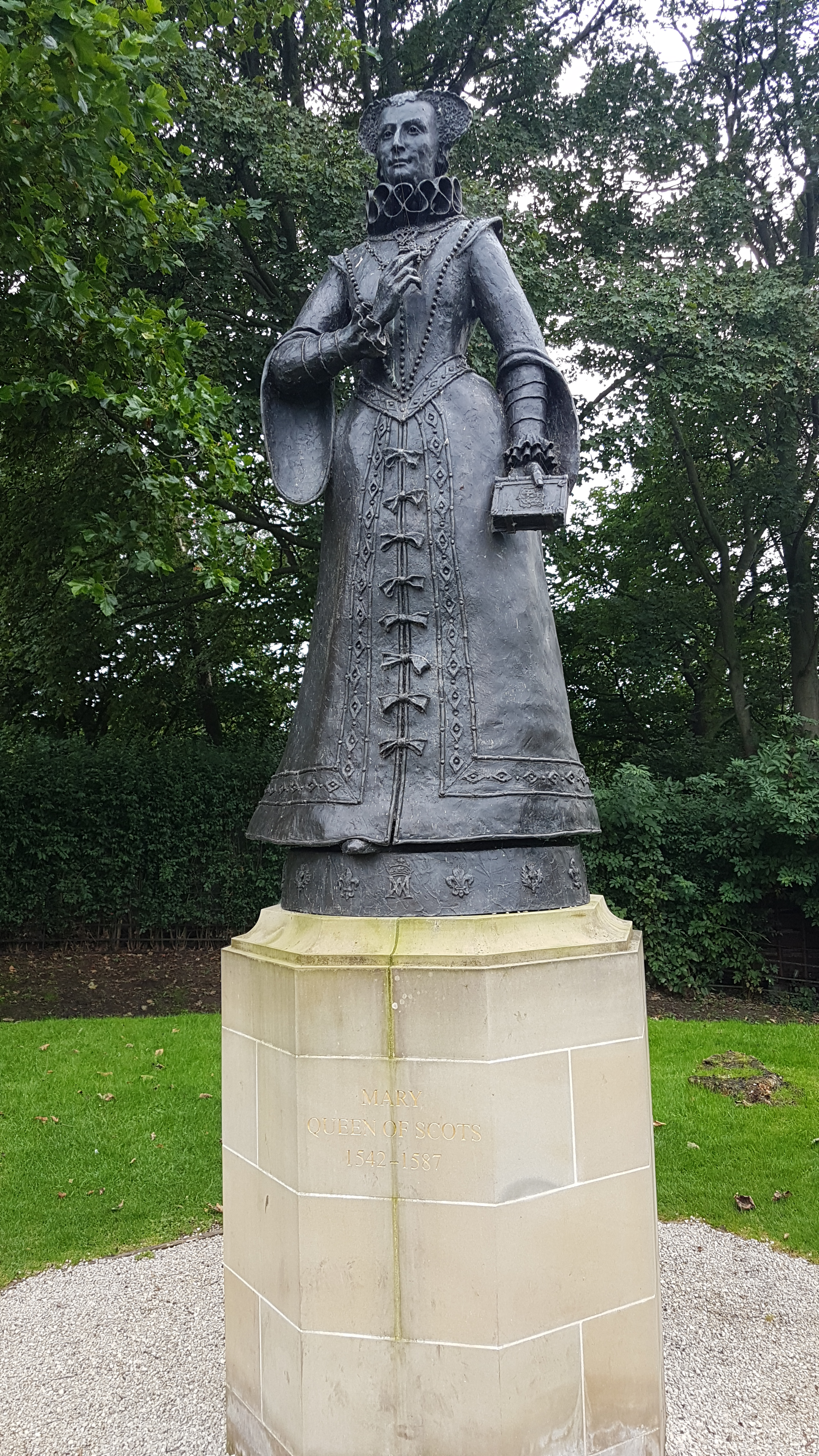
Maria-Stuart-Statue

Die Maria-Stuart-Statue ist ein 2015 von dem Bildhauer David Annand geschaffenes Denkmal, das Maria Stuart (1542–1587), die Königin von Schottland darstellt und sich in Linlithgow in Schottland befindet.

## Geschichte
Nach einer sich über mehrere Jahre erstreckenden, von der Marie Stuart Society organisierten  Spendenaktion, wurde der schottische Bildhauer David Annand beauftragt, eine Statue von Maria Stuart zu erschaffen. Nach Fertigstellung wurde die Statue am 25. April 2015 vor dem Linlithgow Palace, dem Geburtsort der Königin von der Präsidentin der Marie Stuart Society feierlich enthüllt. Die Statue wurde den schottischen Ministern geschenkt und wird von der Gesellschaft Historic Scotland verwaltet.

## Beschreibung
Die gut zwei Meter hohe Statue von Maria Stuart wurde aus Bronze gefertigt. Die Königin ist reich dekoriert gekleidet. Das Gewand ist mit vielen Verzierungen versehen, beispielsweise kleinen Schleifen, Bordüren und Perlen. Um den Hals trägt sie eine breite Halskrause. Die Frisur wird von einer Stuarthaube gehalten, bei der die gelockten Haare flügelartig seitlich abstehen. Mit der rechten Hand hält die Königin das Kreuz eines Rosenkranzes, in der linken eine kleine Schachtel, die auf ihrem Deckel ein königliches Wappen zeigt.
Das Standbild steht auf einem achteckigen, aus großen Steinblöcken gemauerten Sockel. Auf der Vorderseite des Sockels ist die Inschrift „MARY / QUEEN OF SCOTS / 1542–1587“ eingraviert.